# Alpinia hibinoi
Alpinia hibinoi là một loài thực vật có hoa trong họ Gừng. Loài này được Masam. mô tả khoa học đầu tiên năm 1943.